# Proacidalia linnaei
Proacidalia linnaei är en fjärilsart som beskrevs av Arthur Francis Hemming 1942. Proacidalia linnaei ingår i släktet Proacidalia och familjen praktfjärilar. Inga underarter finns listade i Catalogue of Life.